# Hans Leip
Hans Leip (22 de septiembre de 1893 - 6 de junio de 1983) fue un novelista, poeta y dramaturgo alemán, especialmente recordado por haber sido el letrista de la canción Lili Marleen.

## Primeros años
Leip nació en la ciudad alemana de Hamburgo en 1893, era el hijo de un antiguo marinero y estibador del puerto de esta ciudad. Allí se educó y en 1914 se hizo maestro de escuela, en el barrio hamburgués de Rothenburgsort. En 1915 fue llamado a filas por el ejército alemán y después de un período de entrenamiento en Berlín, combatió en el frente oriental y en los Cárpatos. Tras ser herido en 1917, fue dado de baja por razones médicas.

## Carrera
Tras abandonar el ejército volvió a ejercer como docente y al mismo tiempo, comenzó a publicar cuentos en los periódicos de Hamburgo. Desde octubre de 1917 hasta diciembre de 1919, escribió críticas de arte para el Neue Hamburger Zeitung y probó suerte con el diseño gráfico. En 1919 tuvo lugar la primera exposición de su obra gráfica. Su primer libro se publicó en 1920 y, como muchas de sus obras posteriores, fue diseñado por el propio autor. 
En la década de 1920 viajó por todo el mundo, visitó París, Londres, Argel y Nueva York, entre otros lugares. Su consagración como novelista fue con Godekes Knecht, que fue galardonada en 1925 con el premio del periódico Kölnische Zeitung. Sus novelas fueron un éxito en los años previos al estallido de la Segunda Guerra Mundial. También escribió obras de teatro, cuentos y poesía.

## Lili Marleen
Mientras servía en el ejército alemán durante la Primera Guerra Mundial, Leip escribió un poema que se publicó en una colección en 1937 como Das Lied eines jungen Soldaten auf der Wacht ("La canción de un soldado joven en la guardia"), con dos versos añadidos entonces por Leip. La publicación llamó la atención del músico Norbert Schultze, que en 1938 compuso una canción con el título «Das Mädchen unter der Laterne» ("La chica bajo la farola"). Fue grabada por Lale Andersen en 1939 y posteriormente se convirtió en un éxito en todo el mundo con el nombre de Lili Marleen. Fue traducida a múltiples idiomas y cantada entre otros por Marlene Dietrich, con letra en inglés de  Tommie Connor.